# Беер, Георг Иосиф
Георг Иосиф Беер (нем. Georg Joseph Beer; 23 декабря 1763 — 11 апреля 1821, Вена) — австрийский медик, офтальмолог, педагог и медицинский писатель, создатель новой методики проведения операций для лечения катаракты и хирургического инструмента, получившего название «нож Беера».

## Биография
Родился в семье клерка королевского монастыря, но уже в детстве отказывался от канцелярской работы и мечтал стать врачом. Первоначально был учеником Йозефа Барта, под руководством которого начал изучать анатомию и специализироваться на анатомии и с которым работал семь лет, но в итоге ушёл от него после серьёзного конфликта, из-за которого они стали врагами. В 1782 году поступил в Венский университет изучать медицину, жил в большой нужде; в 1786 году, тем не менее, получил докторскую степень. Несмотря на козни со стороны бывшего наставника, сумел открыть успешную частную практику (в снимаемой им квартире, отведя для приёма больных и лечения две комнаты). В 1802 году сумел габилитироваться, с 1803 года давал частные уроки по офтальмологии врачам и всем желающим, многие из его учеников стали впоследствии известными в Австрии офтальмологами. С 1806 года начал лечить бедных от глазных болезней за символическую плату, ввиду чего стал очень известен среди венской городской бедноты.
В 1812 году специально для него устроенную кафедру глазных болезней при Венском университете, на которой впоследствии учились многие европейские офтальмологи XIX века. 19 января 1813 года при ней, после долгих бюрократических противостояний, было открыто клиническое отделение (первое в Австрии учреждение такого рода) с двумя палатами и восемью койками в каждой. В 1818 году перенёс инсульт, сделавший его недееспособным, и умер спустя три года.
В начале XIX века он был одним из самых знаменитых офтальмологов Австрии и Европы, иногда даже назывался «отцом европейской офтальмологии»; при жизни, однако, часто подвергался критике со стороны коллег по причине стремления бороться с медицинскими догмами своего времени. Написал целый ряд научных работ, его «Lehrbuch von den Augenkrankheiten» (Вена, 2 тома, 1813—1815) было в то время лучшим сочинением по предмету его специальности. Другие работы: «Praktische Beobachtungen über verschiedene, vorzüglich aber jene Augenkrankheiten, welche aus allgemeinen Krankheiten des Körpers entspringen» (1791), «Lehre der Augenkrankheiten» (1792).